# Очитник обыкновенный
Очитник обыкновенный  (лат. Hylotelephium telephium) — многолетнее травянистое суккулентное растение, вид рода Очитник (Hylotelephium) семейства Толстянковые (Crassulaceae). В литературе и интернет-источниках часто встречается под устаревшими названиями очи́ток обыкнове́нный, очиток скрипу́н (по синониму лат. Sédum teléphium), а также под народным (тривиальным) названием за́ячья капу́ста.
Растение широко распространено в Евразии. В народной медицине используется как ранозаживляющее лекарственное средство. Культивируется как декоративное красивоцветущее растение.

## Распространение и экология
Вид широко распространён в Евразии — почти на всей территории Европы, на Кавказе, в Сибири и Монголии, на российском Дальнем Востоке, в Китае, на Корейском полуострове, в Японии.
Кроме того, растение натурализовалось во многих других регионах планеты.
Обычно встречается в сухих местообитаниях с достаточным количеством яркого солнечного света — на сухих лугах, среди кустарников, на лесных полянах и опушках в смешанных и сосновых лесах, на известняковых и гранитных обнажениях, на каменистых склонах, по обочинам дорог, на железнодорожных насыпях, а также как сорное растение в посевах на полях, а также на вскрытых торфяниках.
|  |
|  |
|  |

## Ботаническое описание

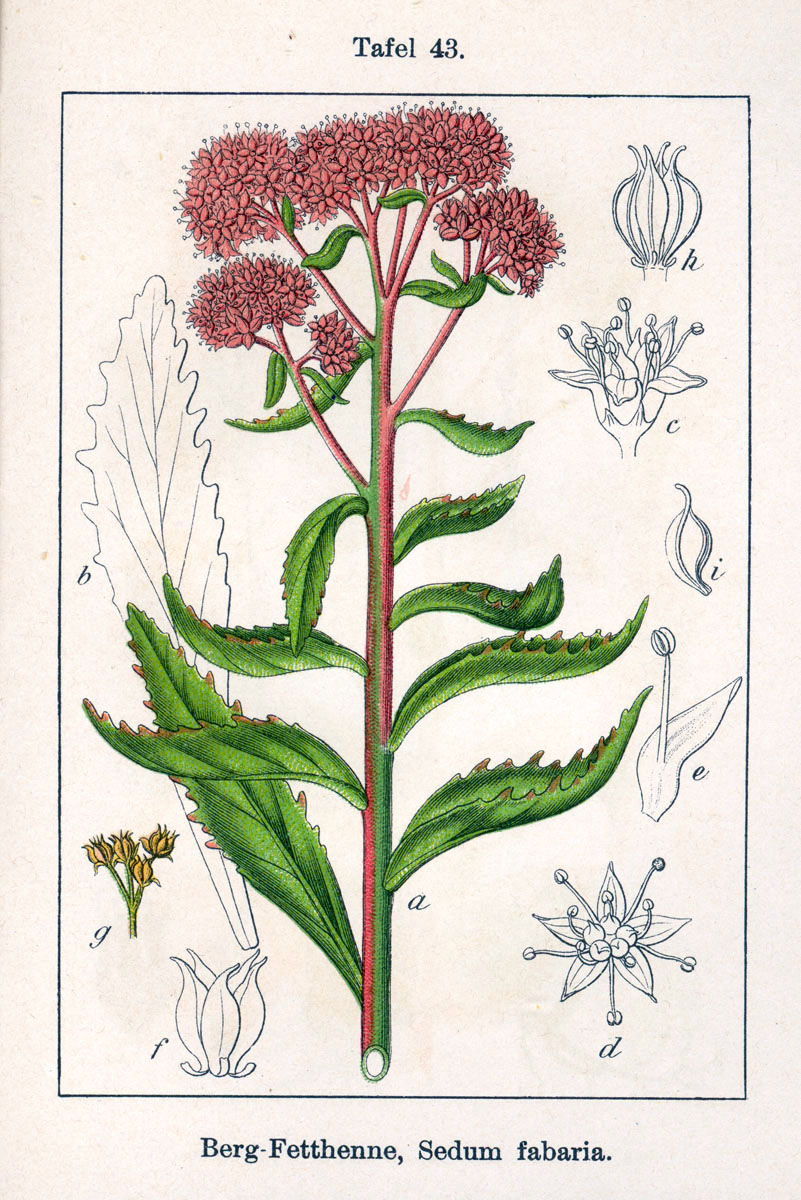
[syn. ] (подпись под рисунком — Sedum fabaria).

Многолетние травянистые голые растения высотой от 20 до 50—60 см. Корневище укороченное, со скученными утолщёнными клубнеобразными (веретенообразными) боковыми корнями, обычно многочисленными.
Стебли крепкие, более-менее равномерно облиственные, у основания дугообразно загнутые. Их может быть несколько, но нередко стебель только один. Стебли однолетние, зимой они отмирают до основания, весной возобновляются из зимующих почек на корневищах.
Листья мясистые (но остающиеся более-менее плоскими), цельные, очерёдные, продолговато-эллиптические либо широколанцетные, с округлой верхушкой, густо расположенные, длиной от 3 до 10 см. Нижние листья немного отличаются от средних и верхних: у них листовая пластинка при основании сужена либо клиновидно, либо в черешок, в то время как средние и верхние листья — сидячие, при основании закруглённые.
Цветки собраны в верхушечные многоцветковые соцветия; в отличие от некоторых других видов рода Очиток, у данного вида соцветие не окружено верхними листьями . Цветки актиноморфные, обоеполые, с двойным околоцветником. Чашечка состоит из пяти зелёных толстоватых чашелистиков — ланцетных, остроконечных, в основании немного сросшихся, с цельными краями.
Венчик — из пяти свободных лепестков, по длине превышающих чашелистики в 1,5—3 раза. Лепестки довольно тонкие, заострённые, эллиптически-ланцетовидные, от середины отогнутые, на верхушке в результате небольшого срастания образующие «капюшон». Окраска венчика — тёмно-розовая, лиловая, малиновая. Тычинок десять, с тонкими тычиночными нитями, продолговато-эллиптическими пурпурными или жёлтыми пыльниками; те тычинки, которые супротивны лепесткам, при основании срастаются с ними. Гинецей состоит из пяти свободных плодолистиков, имеющих тонкие короткие стилодии (длина стилодия меньше длины завязи), заканчивающиеся небольшими рыльцами.
Плод — многолистовка красной или розовой окраски; отдельные листовки — прямые, многосемянные, с коротким носиком, который слегка загнут наружу. Семена многочисленные, длиной менее 1 мм, по форме близкие к эллипсу.
В условиях европейской части России растение цветёт с июня по сентябрь, плодоносит — в августе-сентябре.
Число хромосом: 2n = 22, 24, 36, 48.

## Значение и применение
В официальной медицине не используется. В народной медицине корни и надземная часть растения применяется в качестве наружного ранозаживляющего лечебного средства, в том числе для лечения ожогов, бородавок и мозолей. Воду, «перегнанную через листья» (то есть настоянную на сырых истолчённых листьях), называли «живой водой» и использовали для лечения застарелых язв и карбункулов. В качестве средства от эпилепсии использовался сок надземной части растения.
В XIX веке и ранее растение использовалось также и в фармацевтике. Устаревшие фармацевтические названия очитника обыкновенного — Telephium, Crassula major, Fabaria и Faba crassa.

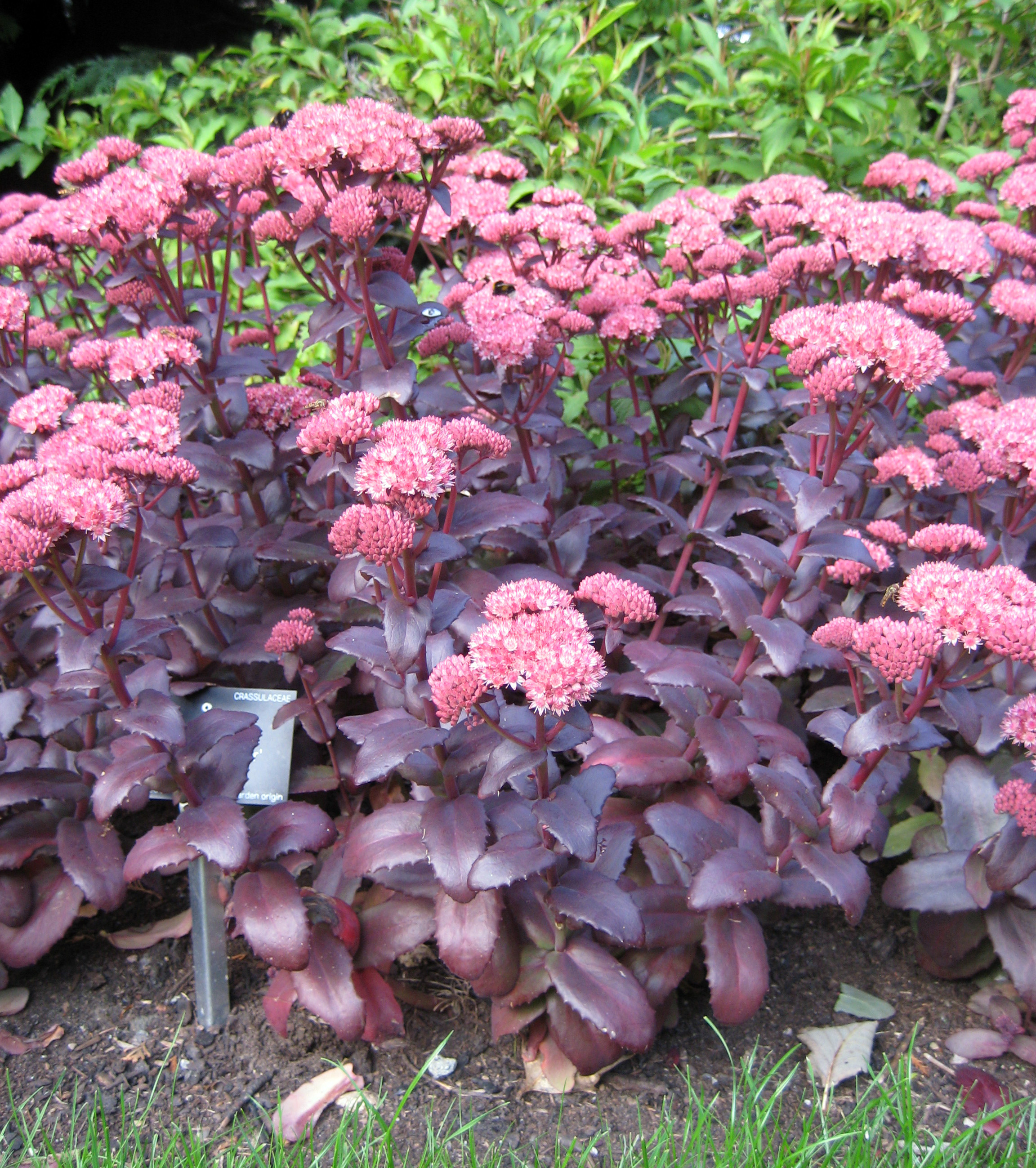
Один из сортов очитника обыкновенного,, отличающийся лиловыми стеблями и тёмно-лиловыми листьями

Ценный медонос, дающий поздний взяток. По данным Каневского заповедника Киевской области, привес контрольного улья за сентябрь увеличился на 10,5 кг. В следующем году пчелиные семья той же пасеки собрали по 7–8 кг мёда в течение месяца. По опыту Украинской станции пчеловодства, за ряд лет один гектар цветущего очитника может дать от 113 до 361 кг мёда. За сутки один цветок выделяет 0,2–0,4 мг нектара.

## Культивирование
Культивируется как декоративное красивоцветущее растение. Выведено множество сортов.
Растению для нормального развития требуется яркое солнце. Размножение — семенами, делением корней, а также черенкованием, которое проводят весной или в первой половине лета. В открытом грунте растение пригодно для выращивания в зонах морозостойкости с 6 по 10.

## Классификация
Первое действительное описание вида было опубликовано в труде Species plantarum (1753) выдающегося шведского естествоиспытателя Карла Линнея. Вид описан из Европы (Habitat in Europæ siccissimis). По системе Линнея вид относится к классу X (Decandria, Десятитычинковые), порядку Pentagynia.
Как род Очитник (Hylotelephium), так и род Очиток (Sedum) ранее включали в состав трибы Sedeae подсемейства Sedoideae семейства Толстянковые (Crassulaceae), однако внутри трибы Sedeae эти роды помещали в разные подтрибы. Когда правильным названием рассматриваемого вида считалось Sedum telephium L., то он включался в подтрибу Sedinae, когда Hylotelephium telephium (L.) H.Ohba — в подтрибу Umbilicinae.

### Таксономия
Hylotelephium telephium (L.) H.Ohba, 1977, Bot. Mag. (Tokyo) 90: 53
Вид Очитник обыкновенный относится к роду Очитник (Hylotelephium) семейства Толстянковые (Crassulaceae) порядка Камнеломкоцветные (Saxifragales). Кладограмма в соответствии с Системой APG IV по состоянию на декабрь 2023 года:
|  |                          |  |                                   |                                   |              |  | еще 14 семейств | еще 14 семейств |                      |  |                        |  | еще 66 подтвержденных видов и 89 видов, ожидающих подтверждения | еще 66 подтвержденных видов и 89 видов, ожидающих подтверждения |  |
|  |                          |  |                                   |                                   |              |  | еще 14 семейств | еще 14 семейств |                      |  |                        |  | еще 66 подтвержденных видов и 89 видов, ожидающих подтверждения | еще 66 подтвержденных видов и 89 видов, ожидающих подтверждения |  |
|  |                          |  |                                   | порядок Камнеломкоцветные         |              |  |                 |                 | Очитник              |  |                        |  |                                                                 |                                                                 |  |
|  |                          |  |                                   | порядок Камнеломкоцветные         |              |  |                 |                 | Очитник              |  | 1 внутривидовой таксон |  |                                                                 |                                                                 |  |
|  | клада Цветковые растения |  |                                   |                                   | Толстянковые |  |                 |                 | Очитник обыкновенный |  |                        |  |                                                                 |                                                                 |  |
|  | клада Цветковые растения |  |                                   |                                   |              |  |                 |                 |                      |  |                        |  |                                                                 |                                                                 |  |
|  |                          |  | ещё 63 порядка цветковых растений | ещё 63 порядка цветковых растений |              |  |                 | еще 52 рода     | еще 52 рода          |  |                        |  |                                                                 |                                                                 |  |
|  |                          |  |                                   | ещё 63 порядка цветковых растений |              |  |                 |                 | еще 52 рода          |  |                        |  |                                                                 |                                                                 |  |

### Внутривидовые таксоны
- Hylotelephium telephium subsp. fabaria (W.D.J.Koch) H.Ohba

### Синонимы
- Anacampseros albicans Haw.
- Anacampseros albida Haw. ex DC.
- Anacampseros arguta Haw.
- Anacampseros aurigerana Jord. & Fourr.
- Anacampseros beugesiaca Jord. & Fourr.
- Anacampseros borderi Jord. & Fourr.
- Anacampseros buxicola Jord. & Fourr.
- Anacampseros conferta Jord. & Fourr.
- Anacampseros convexa Jord. & Fourr.
- Anacampseros dumeticola Jord. & Fourr.
- Anacampseros julliana Jord. & Fourr.
- Anacampseros lapidicola Jord. & Fourr.
- Anacampseros livida Haw.
- Anacampseros lugdunensis Jord. & Fourr.
- Anacampseros monticulorum Jord. & Fourr.
- Anacampseros navieri Jord. & Fourr.
- Anacampseros praecelsa Jord. & Fourr.
- Anacampseros purpurea Haw. ex DC.
- Anacampseros pycnantha Jord. & Fourr.
- Anacampseros repens Jord. & Fourr.
- Anacampseros rhodanensis Jord. & Fourr.
- Anacampseros rubella Jord. & Fourr.
- Anacampseros rupifraga Jord. & Fourr.
- Anacampseros saxifraga Jord. & Fourr.
- Anacampseros subalbida Jord. & Fourr.
- Anacampseros triphylla Haw.
- Anacampseros viridula Jord. & Fourr.
- Anacampseros vogesiaca Jord. & Fourr.
- Anacampseros vulgaris Haw.
- Hylotelephium argutum subsp. carpaticum (Reuss) Dostál
- Hylotelephium borderi (Jord. & Fourr.) Holub
- Hylotelephium carpaticum (Reuss.) Soják
- Hylotelephium decumbens (Lucé) V.V.Byalt
- Hylotelephium jullianum (Boreau) Grulich
- Hylotelephium maritimum (Bohuslav) Grulich
- Hylotelephium mongolicum (Franch.) S.H.Fu
- Hylotelephium mugodsharicum (Boriss.) Grulich
- Hylotelephium parvistamineum (Petrov) Czerep.
- Hylotelephium purpureum (L.) Holub
- Hylotelephium sanguineum (Ortega) Castrov. & Velayos
- Hylotelephium triphyllum (Haworth) Holub
- Hylotelephium vulgare (Haworth) Holub
- Hylotelephium zhiguliense Tzvelev
- Sedum albicans Steud.
- Sedum arduennense Callay ex Boreau
- Sedum bohuslawii Rupr.
- Sedum borderi A.Chev.
- Sedum brunfelsii Boreau
- Sedum bulliardi Boreau
- Sedum callayanum Boreau
- Sedum carioni Boreau
- Sedum carpaticum Reuss
- Sedum controversum Boreau
- Sedum corymbiferum Boreau
- Sedum erythromelanum Fr.Braun ex Nyman
- Sedum fabaria var. mongolica Franch.
- Sedum grandidentatum Boreau
- Sedum guestphalicum Boeun. ex Rchb.
- Sedum haematodeum St.-Lag.
- Sedum jullianum Boreau
- Sedum lactifolium Salisb.
- Sedum lividum Drejer
- Sedum lobelii Boreau
- Sedum lugdunense Nyman
- Sedum maritimum Bogusl.
- Sedum maximum subsp. fabaria (W.D.J.Koch) Á.Löve
- Sedum mugodscharicum Boriss.
- Sedum occidentale Boreau ex Mast.
- Sedum parvistamineum Petrov
- Sedum purpurascens W.D.J.Koch
- Sedum purpureum Schult.
- Sedum rhodanense Nyman
- Sedum rubellum A.Chev.
- Sedum sanguineum Ortega
- Sedum serotinum Bellynck
- Sedum telephium L.
- Sedum telephium f. purpureum (L.) F.Seym.
- Sedum telephium subsp. fabaria (W.D.J.Koch) Kirschl.
- Sedum telephium subsp. purpureum (Schult.) Schinz & Keller
- Sedum telephium var. purpurascens (W.D.J.Koch) Webb
- Sedum telephium var. purpureum L.
- Sedum thirkeanum K.Koch
- Sedum thyrsoideum Boreau
- Sedum triphyllum Gray
- Sedum viridulum Haw.
- Sedum vogesiacum Bonnier
- Sedum vulgare Link

## Комментарии
1. ↑  Название «заячья капуста» может также относиться к кислице обыкновенной (Oxalis acetosella), манжетке обыкновенной (Alchemilla vulgaris) и различным видам толстянковых.